# Toxodonts
Els toxodonts (Toxodonta, gr. "dent inclinada" o "dent en forma de fletxa") són un subordre extint de l'ordre dels notoungulats, dins del superordre dels meridiungulats. Visqueren a Sud-amèrica.
El nom del grup deriva del gènere Toxodon, el primer exemplar que se'n descobrí, un gran herbívor de la mida de l'actual rinoceront negre amb quatre dits a cada pota.